# Caça de bruixes
|  | Per a altres significats, vegeu «Maccarthisme». |

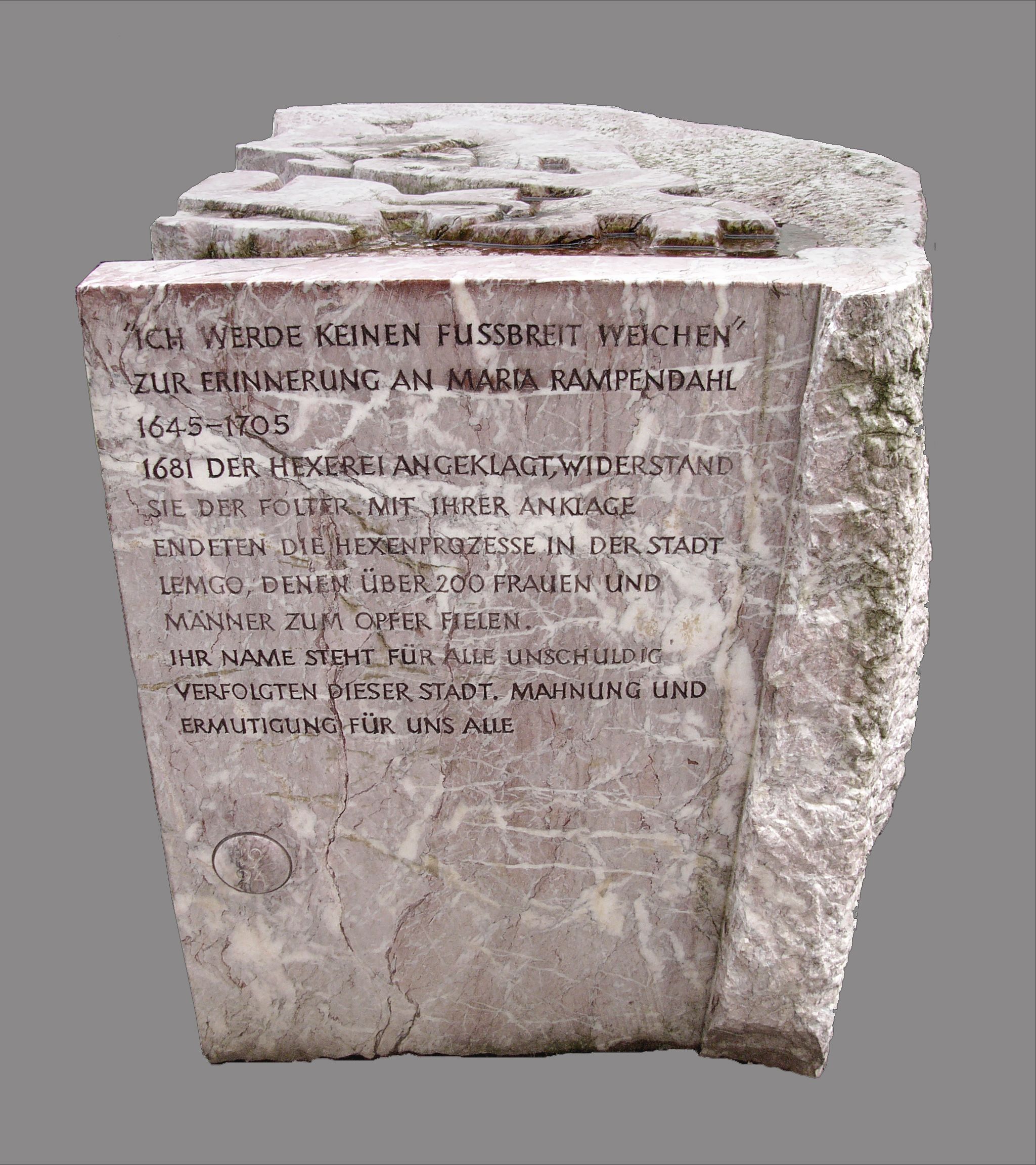
La Pedra de l'Escàndol, monument admonitori dedicat a Maria Rampendahl i les 272 altres víctimes de la caça de bruixes a la sola ciutat de Lemgo (Rin del Nord-Westfàlia), erigit el 2012 a l'antic cementiri de l'església de Nicolau

La caça o cacera de bruixes és un fenomen de la fi de l'edat mitjana i sobretot del renaixement a Europa occidental, un conjunt de mesures inquisitorials contra persones sospitoses de bruixeria, inspirat pel llibre Malleus Maleficarum (El martell de les bruixes) del 1486. El moviment va desencadenar-se el 1484, després de la butlla papal Summis desiderantes affectibus del papa Innocenci VIII.

## Història

### Antic Orient Pròxim
El càstig per màgia malèvola és adreçat als primers codis de llei que es conserven; tant a l'antic Egipte com a Babilònia, on va tenir un paper destacat. El codi d'Hammurabi prescrivia que:
Si un home ha llençat un encanteri a un altre home i no està justificat, aquell a qui se li ha llençat l'encanteri ha d'anar al riu sagrat; al riu sagrat s'ha de submergir. Si el riu sagrat el venç i l'ofega, l'home que li ha llençat l'encanteri ha de prendre possessió de casa seva. Si el riu sagrat el declara innocent i roman il·lès, l'home que ha llençat l'encanteri ha de ser condemnat a mort. El que s'ha submergit al riu ha d'apoderar-se de la casa d'aquell que li ha llençat l'encanteri.

### Antiga Grècia i Roma
No ha sobreviscut cap llei que concerneixi la màgia a l'Atenes clàssica. No obstant això, els casos relatius als efectes nocius de pharmaka, un terme ambigu que podria significar "verí", "medicina" o "droga màgica", sí que sobreviuen, especialment aquells casos en què la droga va causar lesions o morts. El discurs d'Antifont "Contra la madrastra per enverinament" explica el cas d'una dona acusada de conspirar per assassinar el seu marit amb un pharmakon; un esclau havia estat executat prèviament pel crim, però el fill de la víctima va afirmar que la mort havia estat organitzada per la seva madrastra. El relat més detallat d'un judici per bruixeria a la Grècia clàssica és la història de Teòrida de Lemnos, que va ser executada juntament amb els seus fills en algun moment abans del 338 aC, suposadament per fer conjurs i utilitzar drogues.

### Antiguitat tardana
El Getica de Jordanes del segle vi registra una persecució i expulsió de bruixes entre els gots en un relat mític de l'origen dels huns. Es diu que l'antic rei de llegenda Filimer
| « | va trobar entre la seva gent certes bruixes, a les què va anomenar en la seva llengua materna Haliurunnae. Sospitant d'aquestes dones, les va expulsar i les va obligar a vagar per l'exili lluny del seu exèrcit. Allà els esperits impurs, que les veien mentre passejaven pel desert, van planar sobre elles i van engendrar aquesta raça salvatge; que al principi sojornava als pantans, una tribu raquítica, fètida, i a penes humana que parlava una llengua poc semblant a la parla humana. | » |

### Edat moderna
Es creu que fins a 60.000 anomenades "bruixes" van ser executades a tot Europa durant els segles XVI i XVII, amb desenes de milers més jutjades, i entre els anys 1616 i 1622, unes quatre-centes dones d'arreu de Catalunya van ser acusades i ajusticiades pel fet de ser considerades bruixes. L'última execució de les quals es tenen dades fiables a Anglaterra foren tres dones penjades a Devon en 1682, en canvi, a Catalunya, la darrera data de l'any 1767, a Sant Feliu Sasserra. Les dues últimes dones executades per bruixeria a Europa encara que en els veredictes no s'esmentava la bruixeria, foren Anna Göldi  a Suïssa el 1782 i Barbara Zdunk a Prússia el 1811.
El moviment no va limitar-se a les regions catòliques, i envaí també els estats protestants d'Alemanya, com l'il·lustra el cas de la ciutat luterana de Lemgo, on sobre una població de tot just deu mil habitants, la caça va comptar amb 272 víctimes documentades. «La misogínia va arribar al seu apogeu en el renaixement: la caça de bruixes era el tenebrós revers del lluminós humanisme.»

## Caceres de bruixes contemporànies
Per extensió, el mot també s'aplica a tot fenomen de caça de persones, bocs expiatoris considerades per la vox populi o pels poders públics com la causa de problemes o com dissidents incòmodes. El terme s'aplica a moviments de persecució fundat en rumors, suposicions i prejuís sense fonament legal o científic contra grups de persones «perilloses» per la coherència de la societat. El maccarthisme des de finals dels anys 1950 als Estats Units d'Amèrica que veia el perill comunista tot i en pel·lícules més ini la persecució d'artistes que seguiria, en forma l'exemple emblemàtic dels temps moderns. S'utilitza sovint al periodisme com per exemple per a descriure la possible destitució de Martín Rodríguez i Sol que va defensar el dret a decidir o l'acció contra els mestres dels Balears que refusen la política d'adoctrinament. Tot i la persecució conjecturable dels adeptes de l'unitarisme al·legada als mitjans de comunicació catalans per Alícia Sánchez-Camacho, certs interpreten com una caça de bruixes.

## Interpretació feminista
La lectura contemporània que es fa del fenomen de la caça de bruixes emmarcada dins de la tradició marxista i des del moviment feminista estableix que, si en menys de dos segles centenars de milers de dones foren cremades, penjades i torturades arreu d'Europa, fou perquè plantejaven un desafiament a l'estructura de poder de l'Església.
Les acusacions contra les bruixes foren tan grotesques i la violència desfermada d'aital magnitud que sols s'explica dins la lògica de domesticació de la força de treball i de control sobre els drets reproductius que el capitalisme començava a exercir.

## Caça de bruixes als Països Catalans
La cacera de bruixes als Països Catalans començà a partir del segle xiv, quan el dominic Nicolau Eimeric, conegut per la seva radicalitat i violència, redacta la seva obra més famosa, “Directorium inquisitorum”, en què assegura l'existència de bruixes i les formes de descobrir-les.
Al segle xiv es registren els primers processos a bruixes. Les condemnes eren llavors relativament lleus i consistien en amonestacions, dejunis i peregrinacions a Montserrat. Al segle xv es registra a Amer el primer procés important que va venir a convèncer la població de l'existència de bruixes. Al segle xvii es van donar els anys de persecució màxima i sistemàtica, seguint la línia del que estava passant a la resta d'Europa, amb tortures i execucions, l'última de les quals es tenen dades fiables data de l'any 1767, a Sant Feliu Sasserra. Als Països Catalans van ser executades multitud de dones acusades de ser bruixes,
Cada vegada hi ha més estudis en profunditat que permeten donar llum a un munt de processos irregulars -sense documentació conservada o bé destruïda-. La majoria d'aquests processos no els van realitzar els tribunals de la Inquisició, sinó la justícia local.

## Caça de bruixes en l'art
- Caça de Bruixes, cançó d'Obrint Pas[23]
- Caça de Bruixes, cançó de Trikizio al disc Euscat, 2008
- Les Bruixes de Salem, d'Arthur Miller